# Iris Brahms
Iris Brahms ist eine deutsche Kunsthistorikerin.

## Werdegang
Brahms studierte Kunstgeschichte und neuere deutsche Literatur an der Freien Universität Berlin. Dort wurde sie 2013 mit einer Arbeit über die Tradition der Farbgrundzeichnung bis Albrecht Dürer promoviert. Anschließend war sie bis 2018 als wissenschaftliche Mitarbeiterin am Kunsthistorischen Institut der Freien Universität Berlin tätig. Danach wirkte sie als Postdoctoral Fellow am Zentralinstitut für Kunstgeschichte in München. 2019 war sie Stipendiatin des Getty Foundation’s Paper Project und im gleichen Jahr Gastkuratorin am Wallraf-Richartz-Museum in Köln. Stipendien in DFG-Projekten sowie u. a. von der Fritz Thyssen Stiftung und einem Kress Travel Grant for International Scholars ermöglichten Forschungsaufenthalte in Boston, Budapest, Chicago, Florenz, London, New York, Oxford, Paris und Washington D.C. 2022/2023 vertrat Brahms an der Universität Hamburg die Professur für Kunstgeschichte der Frühen Neuzeit. Brahms war bis 2024 assoziiertes Mitglied am Sonderforschungsbereich 980 "Episteme in Bewegung – Wissenstransfer von der Alten Welt bis in die Frühe Neuzeit", Freie Universität Berlin. Seit 2023 ist sie als wissenschaftliche Mitarbeiterin im Sonderforschungsbereich 1391 „Andere Ästhetik“ an der Eberhard Karls Universität Tübingen tätig, wo sie von 2023/2024 gewähltes Vorstandsmitglied war und mit Ulrich Barton, Cristina Murer und Anna Pawlak den Querschnittsbereich „Objekt und Performanz“ leitet. Im Sommersemester 2025 hat sie eine Vertretungsprofessur für die Kunstgeschichte der Moderne und Gegenwart an der Johannes-Gutenberg-Universität Mainz inne.
Brahms‘ Forschungsschwerpunkte in der europäischen Kunst der Frühen Neuzeit sind Zeichnungs- und Kolorittheorien, Intermedialität und Performativität, künstlerische Selbstinszenierung in Schrift und Bild sowie interkulturelle Ökologien und Gender-Forschung. Ihr aktuelles Forschungsprojekt widmet sie der Pastellmalerei des 18. Jahrhunderts in medientheoretischer, soziokultureller, wissens- wie wissenschaftsgeschichtlicher Perspektivierung. Zentral sind für Brahms künstlerische Positionen, die von der je zeitgenössischen Kunsttheorie sowie vom kunsthistorischen Wissenschaftsdiskurs marginalisiert wurden und einer neuen methodischen Aufmerksamkeit bedürfen. Brahms‘ Forschungsansätze entsprechen einer soziokulturell erweiterten und interdisziplinär informierten Bildwissenschaft.

## Schriften (Auswahl)

### Monographien
- Zwischen Licht und Schatten. Zur Tradition der Farbgrundzeichnung bis Albrecht Dürer, in: Berliner Schriften zur Kunst, hrsg. vom Kunsthistorischen Institut der Freien Universität Berlin, Wilhelm Fink Verlag, Paderborn 2016, ISBN 978-3-7705-5899-5.

### Herausgeberschaften
- mit Thomas Ketelsen, Die Kunst der Pause. Transparenz und Wiederholung, Ausstellungskatalog der Graphischen Sammlung, Wallraf-Richartz-Museum & Fondation Corboud, Köln/Bonn 2017, ISBN 978-3-938800-31-7.
- Farbe aufs Papier! Synergie und Divergenz in Zeichnungen der Frühen Neuzeit, Michael Imhof Verlag, Petersberg 2020, ISBN 978-3-7319-0772-5.
- Gezeichnete Evidentia. Zeichnungen auf kolorierten Papieren in Süd und Nord von 1400 bis 1700, mit einem Epilog von Anne Eusterschulte, De Gruyter, Berlin/Boston 2022, ISBN 978-3-11-063449-5.
- Marginale Zeichentechniken. Pause, Abklatsch, Cut&Paste als ästhetische Strategien in der Vormoderne, De Gruyter, Berlin/Boston 2022, ISBN 978-3-11-098779-9.

### Aufsätze in Zeitschriften und Tagungsbänden
- In der Zeichenkunst erfahren. Zu Peter Flötners Arbeiten auf Papier, in: Peter Flötner. Renaissance in Nürnberg, hrsg. von Thomas Schauerte und Manuel Teget-Welz, Ausstellungskatalog der Museen der Stadt Nürnberg, Petersberg 2014, S. 54–63.
- Schnelligkeit als visuelle und taktile Erfahrung. Zum chiaroscuro in der venezianischen Zeichenpraxis, in: Technische Innovationen und künstlerisches Wissen in der Frühen Neuzeit, Interdependenzen: Die Künste und ihre Techniken, Bd. 1, Tagung an der TU Berlin im Dezember 2011, hrsg. von Magdalena Bushart und Henrike Haug, Köln/Weimar/Berlin 2015, S. 205–229, Farbtafeln 28–30.
- Wie bunt ist Grau? Zu Farbgrundzeichnungen der frühen Neuzeit, in: Die Farbe Grau, Tagung am Institut für Kunstgeschichte der Johannes Gutenberg-Universität Mainz im April 2013, hrsg. von Magdalena Bushart und Gregor Wedekind, Berlin/Boston 2016, S. 89–112, Farbtafeln XXI-XXIV.
- NEHMT ZV DANK. Emanzipationsprozesse der Handzeichnung vor 1500 in Nord und Süd, in: Jenseits des disegno. Die Entstehung selbstständiger Zeichnungen in Deutschland und Italien im 15. und 16. Jahrhundert, Tagung am Kunsthistorischen Institut in Florenz, 3.–5. März 2016, hrsg. von Daniela Bohde und Alessandro Nova, Petersberg 2018.
- Am Übergang zum Sichtbaren. Graphische Techniken und das Helldunkel, in: Chiaroscuro als ästhetisches Prinzip. Kunst und Theorie des Helldunkels 1300–1550, Tagung an der Universität Bern, Institut für Kunstgeschichte, 28.–30. April 2016, hrsg. von Claudia Lehmann, Norberto Gramaccini, Johannes Rößler und Thomas Dittelbach, Berlin/Boston 2018, S. 223–239, Farbtafeln XVII-XVIII.
- Ecologies of Blue Paper. Dürer and Beyond, in: 21: Inquiries into Art, History and the Visual, 2023, Nr. 4, S. 603–638, ISSN 2701-1569, (Digitalisat).
- Textur, Transparenz und Täuschung. Blaue Papiere und Schriftquellen in Pastellen des 18. Jahrhunderts, in: Zeitschrift für Kunstgeschichte, Band 86, 2023, Nr. 1, S. 68–99, ISSN 0044-2992, (Digitalisat).
- „La strada vera“ – Tintoretto’s Drawings on Carte Azzurre and Art Theory, in: Venice in Blue (Testi e fonti per la storia della grafica), hrsg. von Alexa McCarthy, Laura Moretti, Paolo Sachet, Florenz 2024, S. 23–44.